# 978 Аїдаміна
978 Аїдаміна (1922 LY, 1929 YA, 1946 QD, 1966 BD, A906 VB, A923 YA, 978 Aidamina) — астероїд головного поясу, відкритий 18 травня 1922 року.
Тіссеранів параметр щодо Юпітера — 3,044.